# Kładno
Kładno [ˈkwadnɔ] (tiếng Đức: Kaltenhagen)  là một ngôi làng thuộc khu hành chính của Gmina Będzino, thuộc quận Koszalin, West Pomeranian Voivodeship, ở phía tây bắc Ba Lan. Nó nằm khoảng 10 kilômét (6 mi) phía tây Będzino, 23 km (14 mi) phía tây Koszalin, và 122 km (76 mi) về phía đông bắc của thủ đô khu vực Szczecin.
Trước năm 1945, ngôi làng là một phần của Đức và được gọi là Kaltenhagen. Đối với lịch sử của khu vực, xem Lịch sử của Pomerania.